# لیدیا کولیچ
لیدیا کولیچ (انگلیسی: Lidija Kuliš؛ زادهٔ ۲ مهٔ ۱۹۹۲) بازیکن فوتبال اهل بوسنی و هرزگوین است.
از باشگاه‌هایی که در آن بازی کرده‌است می‌توان به باشگاه فوتبال ۱.اف‌اف‌سی توربین پوتسدام و باشگاه فوتبال لینشوپینگ اشاره کرد.
وی همچنین در تیم‌های ملی فوتبال زنان بوسنی و هرزگوین، و زنان بوسنی و هرزگوین، بازی کرده‌است.